# Саутгејт (Кентаки)
Саутгејт (енгл. Southgate) град је у америчкој савезној држави Кентаки.

## Демографија
По попису из 2010. године број становника је 3.803, што је 331 (9,5%) становника више него 2000. године.
| Група             | 2000.         | 2010.         |
| Белци             | 3.309 (95,3%) | 3.410 (89,7%) |
| Афроамериканци    | 25 (0,7%)     | 213 (5,6%)    |
| Азијати           | 53 (1,5%)     | 37 (1,0%)     |
| Хиспаноамериканци | 43 (1,2%)     | 57 (1,5%)     |
| Укупно            | 3.472         | 3.803         |